# Relaciones Guatemala-Yemen
Las relaciones Guatemala-Yemen son las relaciones internacionales entre Yemen y Guatemala. Los dos países no han establecido relaciones diplomáticas entre sí. Guatemala no mantiene relaciones diplomáticas con casi 38 países, gran mayoría de ellos en África y Asia entre ellos está Yemen. El gobierno de Guatemala está comprometido a abrir relaciones diplomáticas con todos los países del mundo durante los próximos años.

## Relaciones diplomáticas
Yemen es uno de los países que deben procesar una visa guatemalteca en las Representaciones Diplomáticas, Embajadas o Consulares de Guatemala en el extranjero.
Luego del traslado de la embajada de Guatemala de Tel Aviv a Jerusalén, Yemen fue uno de los países que condenó públicamente la decisión del gobierno de Guatemala, lo que llevó a suspender el acuerdo de entendimiento entre la Liga Árabe y Guatemala suscrito en 2013.